# Evelyn Verrasztó
Evelyn Verrasztó (Budapest, 17 de julio de 1989) es una deportista húngara que compite en natación y salvamento acuático. Es hija del nadador Zoltán Verrasztó, y su hermano Dávid compite en el mismo deporte.
Ganó ocho medallas en el Campeonato Europeo de Natación entre los años 2008 y 2016, y doce medallas en el Campeonato Europeo de Natación en Piscina Corta entre los años 2007 y 2017.
Participó en cinco Juegos Olímpicos de Verano, entre los años 2004 y 2020, ocupando el sexto lugar en Pekín 2008, el sexto en Río de Janeiro 2016 y el séptimo en Tokio 2020, en el relevo 4 × 200 m libre.
Además, en salvamento acuático consiguió una medalla de oro en los Juegos Mundiales de 2022.

## Palmarés internacional
| Campeonato Europeo                  | Campeonato Europeo       | Campeonato Europeo | Campeonato Europeo      |
| Año                                 | Lugar                    | Medalla            | Prueba                  |
| ----------------------------------- | ------------------------ | ------------------ | ----------------------- |
| 2008                                | Eindhoven (Países Bajos) | Medalla de plata   | 200 m estilos           |
| 2010                                | Budapest (Hungría)       | Medalla de oro     | 4 × 200 m libre         |
| 2010                                | Budapest (Hungría)       | Medalla de plata   | 200 m estilos           |
| 2012                                | Debrecen (Hungría)       | Medalla de plata   | 4 × 200 m libre         |
| 2012                                | Debrecen (Hungría)       | Medalla de bronce  | 200 m estilos           |
| 2014                                | Berlín (Alemania)        | Medalla de bronce  | 4 × 200 m libre         |
| 2016                                | Londres (Reino Unido)    | Medalla de oro     | 4 × 200 m libre         |
| 2016                                | Londres (Reino Unido)    | Medalla de bronce  | 4 × 100 m estilos mixto |
| Campeonato Europeo en Piscina Corta |                          |                    |                         |
| Año                                 | Lugar                    | Medalla            | Prueba                  |
| 2007                                | Debrecen (Hungría)       | Medalla de bronce  | 200 m estilos           |
| 2008                                | Rijeka (Croacia)         | Medalla de plata   | 100 m estilos           |
| 2008                                | Rijeka (Croacia)         | Medalla de plata   | 200 m estilos           |
| 2009                                | Estambul (Turquía)       | Medalla de oro     | 200 m estilos           |
| 2009                                | Estambul (Turquía)       | Medalla de plata   | 200 m libre             |
| 2009                                | Estambul (Turquía)       | Medalla de plata   | 100 m estilos           |
| 2010                                | Eindhoven (Países Bajos) | Medalla de oro     | 100 m estilos           |
| 2010                                | Eindhoven (Países Bajos) | Medalla de oro     | 200 m estilos           |
| 2010                                | Eindhoven (Países Bajos) | Medalla de bronce  | 200 m libre             |
| 2011                                | Szczecin (Polonia)       | Medalla de plata   | 200 m estilos           |
| 2011                                | Szczecin (Polonia)       | Medalla de bronce  | 200 m libre             |
| 2017                                | Copenhague (Dinamarca)   | Medalla de plata   | 200 m estilos           |